# (5304) Bazhenov
(5304) Bazhenov (1978 TA7) – planetoida z grupy pasa głównego asteroid okrążająca Słońce w ciągu 5,15 lat w średniej odległości 2,98 j.a. Odkryta 2 października 1978 roku.